# 贊尼·摩比
贊尼·摩比（丹麥語：Jan Mølby，1963年7月4日—）是一名丹麥足球中場，最為人所熟知的是他效力利物浦時期的戰績。贊尼·摩比曾替國家隊上陣33場，亦曾出席1984年歐洲國家盃及1986年世界盃。
在效力利物浦期間，贊尼·摩比曾擔任劊子手，共操刀射入42球十二碼，是球會的紀錄保持者。
贊尼·摩比現時在丹麥電視台TV3+擔任足球評述員。

## 國家隊入球
所有比分以丹麥入球先行。
| # | 日期          | 場地           | 對手 | 入球 | 賽果 | 賽事                   |
| - | ------------- | -------------- | ---- | ---- | ---- | ---------------------- |
| 1 | 1987年4月29日 | 赫爾辛基，芬蘭 | 芬兰 | 1-0  | 1-0  | 1988年歐洲國家盃外圍賽 |
| 2 | 1987年6月3日  | 哥本哈根，丹麥 | 捷克 | 1-0  | 1-1  | 1988年歐洲國家盃外圍賽 |

## 榮譽
阿積士
- 荷蘭甲組聯賽: 1982-83
- 荷蘭盃: 1982-83

利物浦
- 英格蘭甲組足球聯賽(3): 1985-86, 1987-88, 1989-90
- 足總盃(3): 1985-86, 1988-89, 1991-92
- 聯賽盃: 1994-95
- 慈善盾(4): 1986, 1988, 1989, 1990